# Акира Сузуки
Акира Сузуки (на японски: 鈴木 章) е японски химик, лауреат на Нобелова награда за химия от 2010 г. През 1979 г. той публикува т. нар. реакция на Сузуки, при която арил- или винилборна киселина с арил- или винилхалид се катализира от паладиев комплекс.

## Ранен живот и образование
Сузуки е роден на 12 септември 1930 г. в Мукава на остров Хокайдо. Баща му умира, докато Акира е в средно училище. След това Сузуки следва химия в университета Хокайдо. Там той получава и докторската си степен, докато работи като асистент. Първоначално има намерение да следва математика, тъй като любимият му предмет в училище е аритметиката. Все пак, срещата му с две книги му разпалва интереса към органичния синтез: Textbook of Organic Chemistry на Луис Физер и Hydroboration на Хърбърт Браун.

## Научна дейност
От 1963 до 1965 г. Сузуки работи по постдокторантска програма с Хърбърт Браун в университета Пърдю. След като се завръща в университета Хокайдо, той става професор там. Именно постдокторантският му опит го подтиква да изследва реакциите на съчетаване, което в крайна сметка го води до откритието на реакцията на Сузуки през 1979 г. Нейните органични борни киселини с арилна и винилна група са стабилни спрямо водата и въздуха и лесни за боравене. Пълният механизъм е изобразен по-долу:
След като се пенсионира от университета Хокайдо през 1994 г., Сузуки заема няколко позиции в други частни университети до 2002 г. Освен това той е гост-професор в университета Пърдю през 2001 г., в Академия Синика и в Националния университет на Тайван през 2002 г.
През 2010 г. си поделя Нобелова награда за химия заедно с Ричард Хек и Еичи Негиши.
Сузуки не си издава патент за едноименната реакция, тъй като смята, че изследванията му са издържани с правителствени пари. Поради тази причина, технологията е широко разпространена и в днешно време е прилагана в много продукти. Съществуват повече от 6000 труда и патента, свързани с реакцията на Сузуки.